# Navajo
I Navajo o Navaho (Diné oppure Naabeehó in navajo) sono un popolo nativo americano stanziato nell'Arizona settentrionale e in parte dei territori dello Utah e del Nuovo Messico. Attualmente formano il gruppo etnico più consistente fra i nativi americani.
Case di spiriti fatte di albe
fatte di muschio
fatte di cotoni
fatte di pioggia
fatte di soli
fatte di turchesi
fatte di venti
fatte di pelliccia
fatte di pollini
fatte di pietra focaia
fatte di cristalli.
Spiriti di tutte le case
sotto i cieli,
benedite la mia casa
fatta di fango, resina, pino.
Benedite la mia famiglia
fatta di sangue, midollo, osso.

## Storia

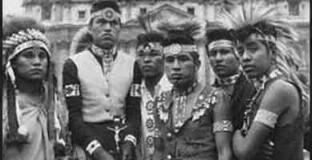
Nativi Navajo nel 1902